# Stade Roland-Garros
Stade Roland Garros (în română Stadionul Roland Garros) este un complex de terenuri de tenis din Paris (Franța), unde sunt organizate partidele turneului de tenis Open-ul Francez.